# Horse With No Name
Horse with No Name è il quarto album dal vivo del gruppo musicale britannico-statunitense America, pubblicato nel 1995.

## Descrizione
Horse With No Name contiene parte delle registrazioni del concerto tenuto dal gruppo alla trasmissione televisiva tedesco occidentale di Radio Bremen, Musikladen, il 13 novembre 1974, a Brema.  La scaletta del concerto conteneva brani tratti dagli album: America (1971), Homecoming (1972), Hat Trick (1973) e Holiday (1974). Dalla pubblicazione dell'album sono state escluse le tracce Mad Dog e Sandman. Nel 2020 l'album è stato ristampato con il titolo Bremen 1973.

## Tracce
1. Ventura Highway (Dewey Bunnell) – 3:34
2. I Need You (Gerry Beckley) – 2:31
3. Don't Cross the River (Dan Peek) – 2:30
4. A Horse with No Name (Bunnell) – 3:41
5. Moon Song (Bunnell) – 3:55
6. Lonely People (Peek, Catherine Peek) – 2:23
7. Wind Wave (Bunnell) – 2:45
8. Rainbow Song (Bunnell) – 4:21
9. Tin Man (Bunnell) – 3:29
10. California Revisted (Peek) – 4:30
11. Green Monkey (Bunnell) – 3:56